# قطعنامه ۲۹۸ شورای امنیت
قطعنامه ۲۹۸ شورای امنیت سازمان ملل متحد که در تاریخ ۲۵ سپتامبر ۱۹۷۱ تصویب شد، سندی بین‌المللی دربارهٔ وضعیت خاورمیانه است. این قطعنامه طی نشست ۱٬۵۸۲ام
با ۱۴ موافق،۰ مخالف و۱ ممتنع تصویب شد.